# Convergência fraca
Em matemática, a convergência fraca é um importante conceito da análise funcional aplicado no estudo dos espaços vectoriais topológicos tais como os espaços de Hilbert ou espaços de Banach.
No espaços {\displaystyle \mathbb {R} ^{n}\,} ou {\displaystyle \mathbb {C} ^{n}\,} convergência fraca e convergência em norma são conceitos equivalentes.

## Definição[1]
Um seqüência {\displaystyle x_{n}\,} em um espaço vetorial topológico {\displaystyle X\,} converge fracamente para um ponto {\displaystyle x\,} se:
{\displaystyle l(x_{n})\to l(x)\,} para todo funcional linear limitado {\displaystyle l\,}
Escreve-se:
{\displaystyle x_{n}\rightharpoonup x\,}

## Limitação[2]
Uma seqüência  fracamente convergente em um espaço localmente convexo limitada.

## Exemplo[3]
Considere o espaço de Hilbert das funções quadrado integráveis no intervalo {\displaystyle [0,2\pi ]\,} e a seqüência {\displaystyle \{x_{n}\}\subseteq L^{2}[0,2\pi ]\,} dada por:
{\displaystyle x_{n}=\sin(nx),n=1,2,\ldots \,}
Do lema de Riemann-Lebesgue, temos que:
{\displaystyle \langle x_{n},u\rangle :=\int _{0}^{2\pi }\sin(nx)udx\to 0,\forall u\in L^{2}[0,2\pi ]\,}
portanto:
{\displaystyle \sin(nx)\rightharpoonup 0,\,} em {\displaystyle L^{2}[0,2\pi ]\,}
Contraste isto com o fato que:
{\displaystyle \|x_{n}\|:={\sqrt {\int _{0}^{2\pi }\sin ^{2}(nx)dx}}={\sqrt {\pi }}\,}
1. ↑  «Why $\sin(nx)$ converges weakly in $L^2(-\pi,\pi)$?». Mathematics Stack Exchange (em inglês). Consultado em 12 de junho de 2025
2. ↑  «Why $\sin(nx)$ converges weakly in $L^2(-\pi,\pi)$?». Mathematics Stack Exchange (em inglês). Consultado em 12 de junho de 2025
3. ↑  «Why $\sin(nx)$ converges weakly in $L^2(-\pi,\pi)$?». Mathematics Stack Exchange (em inglês). Consultado em 12 de junho de 2025